# Pluteni čep
Pluteni čep  je čep od pluta za zatvaranje boca. Proizvodi se od kore hrasta plutnjaka koji raste u sredozemnim zemljama gdje to drvo raste kao samonikla vrsta. Rabi se za boce u kojima se drži vino ili pjenušac.

## Opis
Oko 55 posto pluta proizvodi se u Portugalu, oko 30 posto u Španjolskoj, a preostalih 15 posto u Alžiru, Francuskoj, Italiji, Maroku i Tunisu. Proizvod je od biorazgradivog materijala, elastičan topao, mekan, tih, toplinski izolator, električni i zvučni, prionjiv, vodootporan, na vodi pluta a ne upija je. Em što je lijep, otporan je na gljivice, termite, bakterije, crvotočine. Ima široku primjenu, u industriji obuće, prehrane, građevinskoj, puhaćih instrumenata, čepova, sportske opreme, pojasa za spašavanje itd. Pluto se skida s vanjske kore hrasta plutnjaka (Quercus suber), eksploatira već stoljećima, zanimljivo je da da se kora hrasta sama obnavlja.